# Бырким
Бырким — река в России, протекает в Чердынском районе Пермского края. Устье реки находится в 106 км по правому берегу реки Берёзовая. Длина реки составляет 41 км.
Исток реки на западных предгорьях Северного Урала юго-западнее горы Верхний Берним (517,3 м НУМ) в 17 км к северо-востоку от посёлка Вижай. Река течёт на юг, затем на юго-запад и запад по ненаселённой, всхолмлённой местности. Течение быстрое, в верховьях — бурное. В нижнем течении скорость составляет 0,7 м/с. Притоки — Быркимская Рассоха, Шалюга, Сухой Бырким (правые). Впадает в Берёзовую в 5 км к юго-востоку от посёлка Вижай. Ширина реки у устья около 10 метров.

## Данные водного реестра
По данным государственного водного реестра России относится к Камскому бассейновому округу, водохозяйственный участок реки — Кама от водомерного поста у села Бондюг до города Березники, речной подбассейн реки — бассейны притоков Камы до впадения Белой. Речной бассейн реки — Кама.
Код объекта в государственном водном реестре — 10010100212111100005997.